# Ceratothoa trigonocephala
Ceratothoa trigonocephala är en kräftdjursart som först beskrevs av Leach 1818.  Ceratothoa trigonocephala ingår i släktet Ceratothoa och familjen Cymothoidae. Inga underarter finns listade i Catalogue of Life.